# Phidias
Pour les articles homonymes, voir Phidias (homonymie).
Phidias, en grec ancien : Φειδίας / Pheidias (Athènes, v. 490 av. J.-C. – Olympie, av. 430), est un des plus célèbres sculpteurs, orfèvres et peintres du premier classicisme grec. Selon le mot d’André Malraux, Phidias « invente les formes qui expriment le divin. Sa Parthénos est pour Athènes entière l’apparition d’Athéna. » Par l’harmonie de ses compositions, la majesté des figures et l’équilibre qu’il sut atteindre entre le réel et l’abstrait, il acquit une influence considérable sur l’art de son époque.

## Biographie

### Formation
On dispose de peu de détails sur la vie de Phidias. Fils de Charmidès, il naît à Athènes dans une famille d'artistes, peu après la bataille de Marathon ; il devient l'élève d'Hégias (en) et d’Agéladas et apprend la technique du bronze à l'école d'Argos, en même temps que Myron et Polyclète. Il est d'abord peintre. Son neveu, le peintre Panainos, est aussi son collaborateur. Il semble avoir véritablement commencé son activité de sculpteur en 479 et l'avoir terminée en 432 av. J.-C. Comme Périclès, il a suivi les entretiens d’Anaxagore.

### Acmé artistique

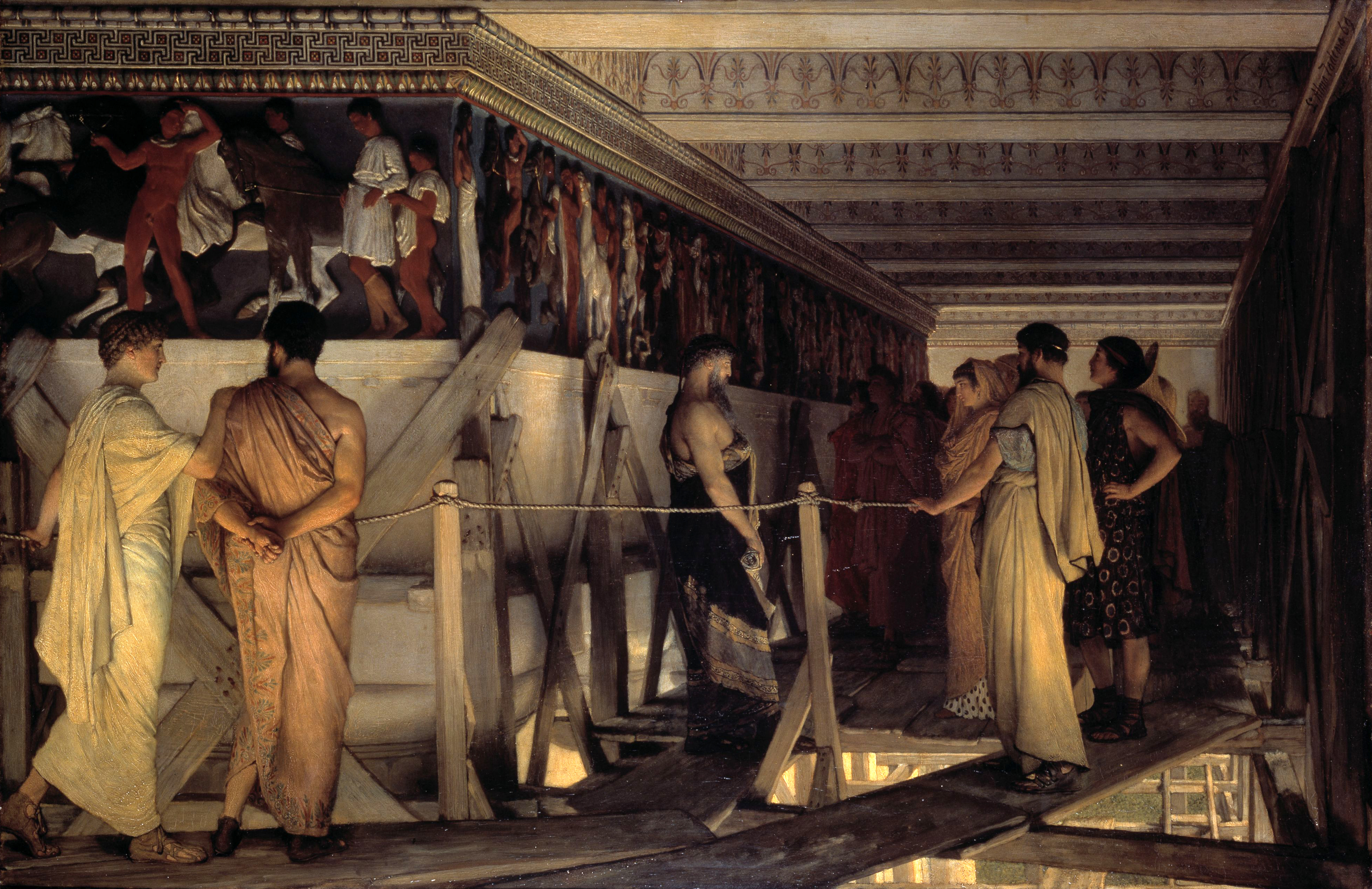
Phidias montrant la frise du Parthénon à ses amis, tableau de Lawrence Alma-Tadema, 1868.

Sa première grande œuvre est une statue colossale d'Athéna Promachos pour l'Acropole, en 460 av. J.-C. Ensuite, vers 450-449, au témoignage de Plutarque, il est choisi par Périclès pour exécuter des statues pour aménager le « Grand Temple » de la déesse, et aussi pour diriger et surveiller l'ensemble des travaux entrepris sur l’Acropole d'Athènes : il va inspirer « une des plus grandioses créations collectives de l'histoire ». Il groupe autour de lui des personnalités artistiques aussi remarquables que les architectes Ictinos, Callicratès, Coroïbos et Mnésiclès, ou les sculpteurs Alcamène, Crésilas, et Polyclète, ainsi que le disciple préféré de Phidias, Agoracritos. Nombre d'artisans anonymes participent aux travaux sous sa direction. L’habileté technique d'Ictinos, l'architecte du Parthénon, est ainsi mise au service des exigences de Phidias qui souhaite mettre en valeur la monumentale statue d'Athéna qu'il a conçue (15 m de haut avec la base), et pour laquelle s'impose un espace intérieur suffisamment vaste. Pour l’obtenir, l'architecte dut donner à la façade du Parthénon un élargissement exceptionnel, entraînant celui de la cella. Phidias réalise lui-même cette statue chryséléphantine colossale d'Athéna Parthénos, dédiée le 28 hécatombéon 438, lors des Grandes Panathénées ; il aurait réalisé aussi des maquettes pour les deux frontons, les 92 métopes et la frise, mais cette attribution, de nature sentimentale, n'est corroborée par aucun texte. Il surveille étroitement leur exécution par son atelier. Phidias achève ainsi le Parthénon et sa décoration sculptée en dix ans à peine, de 447 à 438 av. J.-C.
Il part, en 437, à Élis et Olympie, où il réalise son Zeus chryséléphantin, l'une des Sept Merveilles du monde, avec l’aide de Colotès, son disciple et collaborateur. Ce Zeus chryséléphantin a disparu dans un incendie à Constantinople en 475 après J.-C..

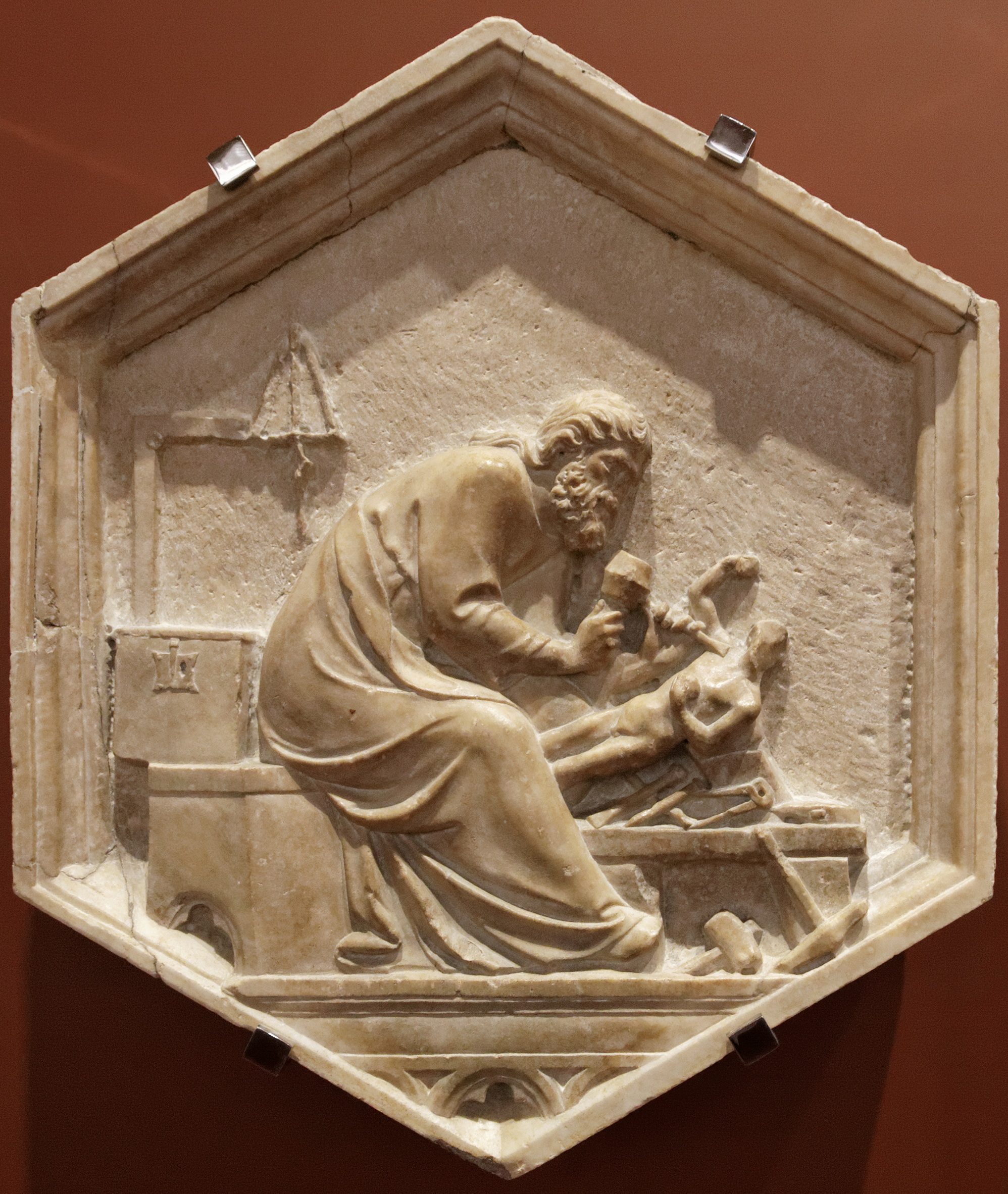
Phidias au travail, Andrea Pisano, 1348-1350 (Museo dell'Opera del Duomo, Florence)

À une date qui fait débat selon les sources archéologiques, littéraires ou historiques sur lesquelles on se fonde, mais qui doit être placée très vraisemblablement vers 438 / 437 (date qui concorde parfaitement avec le résultat des fouilles de l'atelier de Phidias à Olympie), au lendemain de l'inauguration de l’Athéna chryséléphantine, Phidias est victime d'une manœuvre destinée à discréditer, à travers lui, son protecteur Périclès. Chargé de tous les projets de construction, Phidias est d'abord accusé, par certains de ses collaborateurs, du détournement de l'or destiné à la statue d'Athéna ; Périclès était ainsi visé indirectement, en tant que membre du collège des épistates chargés de tenir la comptabilité de l'ouvrage. La dénonciation est accueillie favorablement par l'Ecclésia, et Phidias est jeté en prison. Périclès lui-même, en tant qu'épistate, est alors accusé de vol de biens sacrés, et fut contraint de soumettre sa comptabilité financière aux Prytanes, dans une procédure exceptionnelle présentée par Dracontidès. Sur le motif exact de l'accusation et sur le sort réservé à Phidias après son emprisonnement, nos sources divergent : selon Plutarque, Phidias aurait été disculpé par une pesée des éléments en or, mais ce récit est peu vraisemblable. Selon la version la plus plausible donnée par Philochore, « Phidias fut inculpé d'avoir falsifié les comptes de l'ivoire destiné aux plaques de revêtement [de la statue] », et il fut condamné pour détournement. La manœuvre orchestrée par l’opposition avait donc été soigneusement préparée.
À en croire Plutarque, Phidias aurait été accusé d'impiété parce que, dans la bataille des Amazones représentée sur le bouclier d'Athéna, il aurait sculpté le personnage d'un vieillard chauve lui ressemblant et introduit un autre personnage ressemblant très fortement à Périclès se battant contre une Amazone. Mais selon toute probabilité, il s'agit d'une légende : l'imagination populaire a sans doute prêté à tort à Phidias cette intention, et les ennemis politiques de l'artiste et de Périclès ont dû saisir ce prétexte pour en faire un des éléments du procès. D'ailleurs, l'honneur d'avoir son effigie représentée sur bouclier ne pouvait être pris par un particulier de sa propre initiative, mais devait être officiellement conféré par la communauté. Phidias aurait ensuite été exilé à Olympie où il serait mort.

## Œuvres

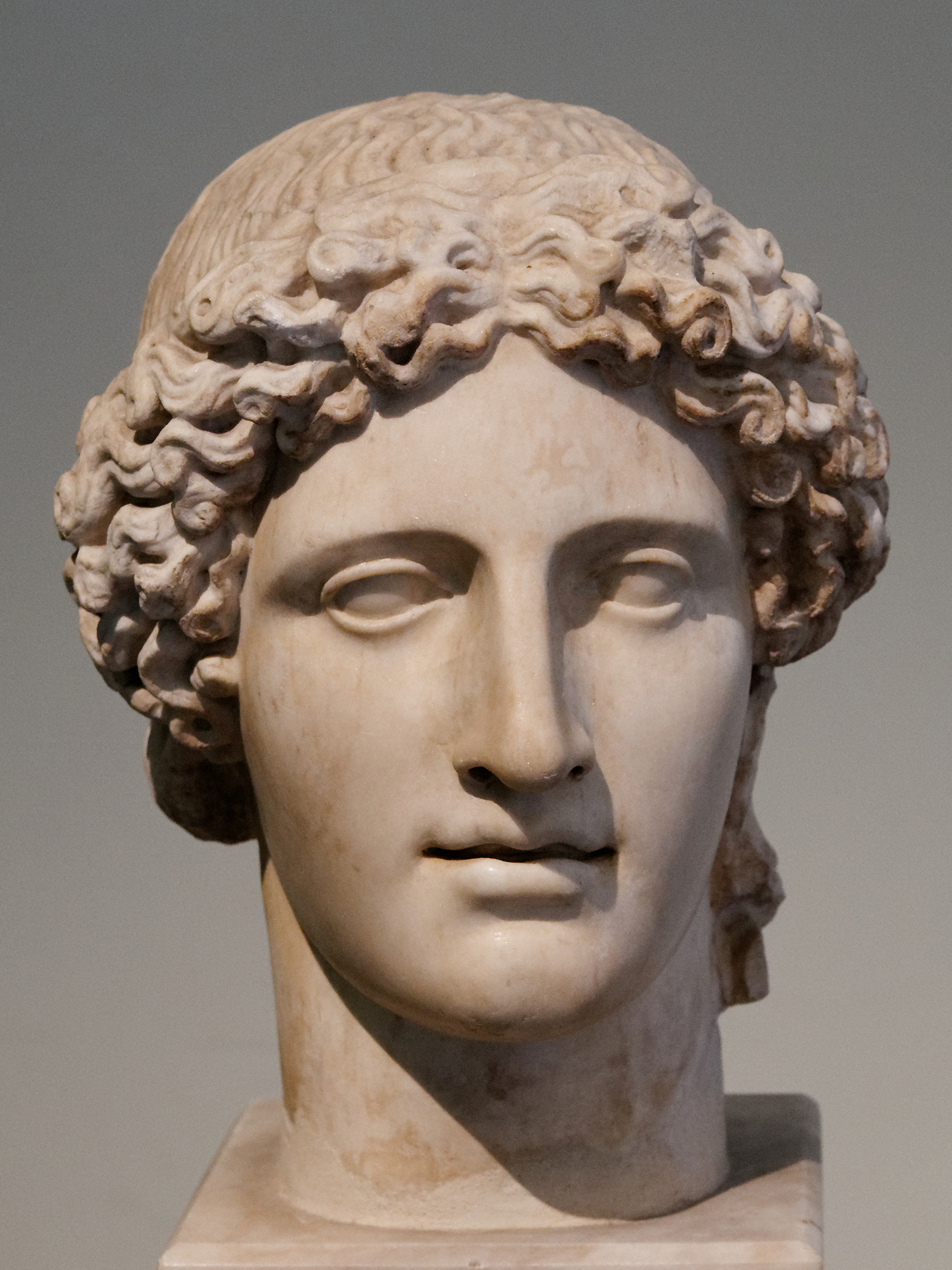
Tête d'Apollon du type de Cassel. Copie romaine du II d'après un original grec de la période classique. Musée archéologique national de Naples.

Phidias a certainement connu le décor sculptural du temple de Zeus à Olympie, qui lui a été attribué, mais sans raisons suffisantes.

### Apollon de Cassel
La première œuvre qui traduit sa maîtrise, selon toute vraisemblance, est l'Apollon de Cassel dont seules plusieurs copies d'époque romaine sont conservées dans divers musées en Europe. Selon Jean Charbonneaux, « c'est l'image la plus dominatrice du dieu juvénile dans tout l'art grec. » Par la gravité et l'ampleur de la forme, les inflexions du modelé sur le visage d'une tranquille noblesse, cette œuvre appartient au style sévère et traduit une profonde autorité religieuse. La forme va ensuite passer « du réel surhumanisé à l'humain harmonisé c'est-à-dire au classique pur », et la tendance apollinienne garde sa pureté dans l’œuvre de Phidias. Le style de Phidias, le meilleur représentant du premier classicisme, se caractérise par une représentation réaliste de l'anatomie humaine, mais idéaliste par son idéal de majesté et de sérénité. Selon l'expression d'Edmond Lévy, il réalise ainsi « une synthèse subtile de la puissance archaïque et de l'harmonie classique ».

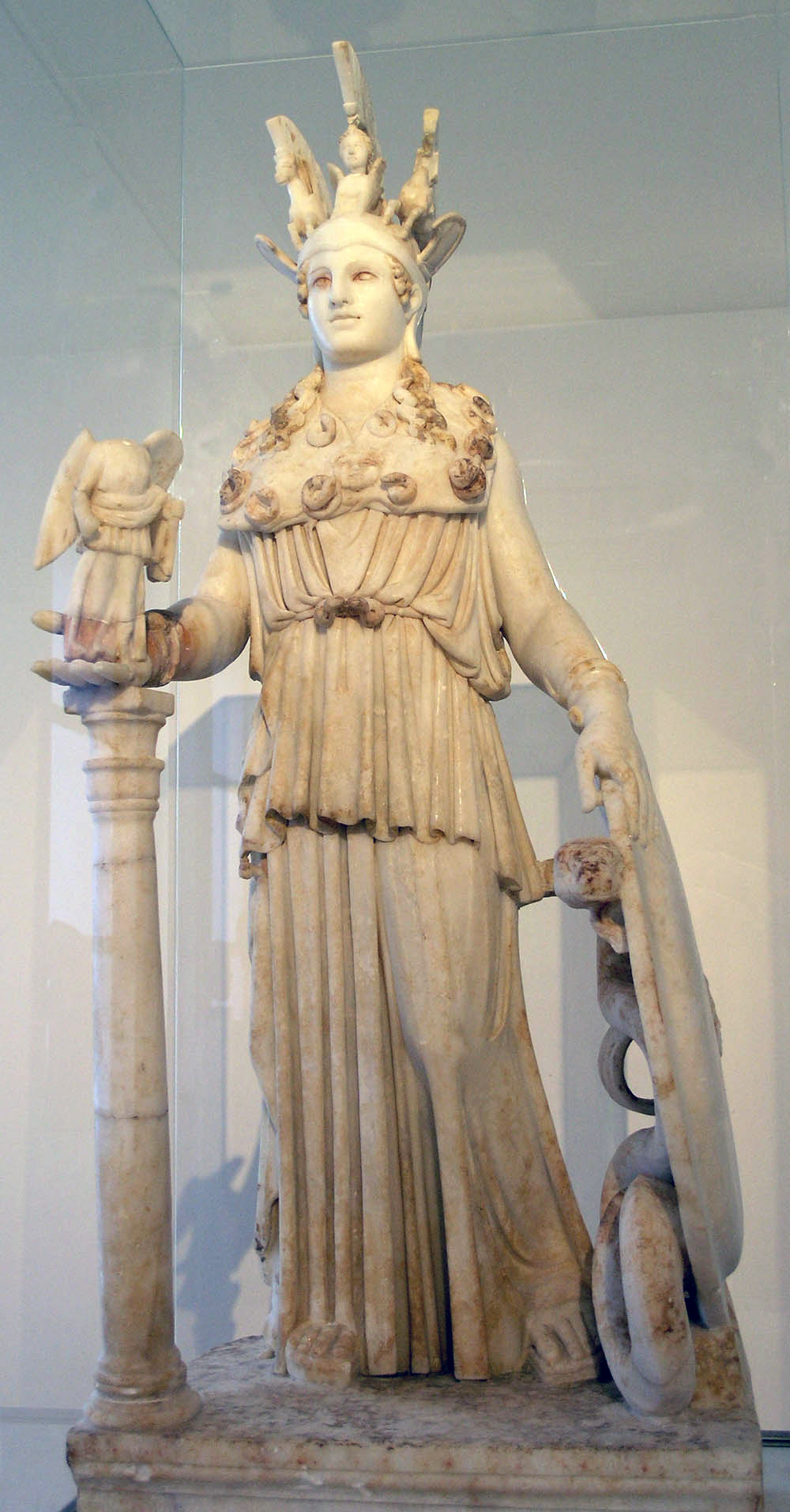
Athéna dite du Varvákeion, meilleure copie existante de l'Athéna Parthénos chryséléphantine de Phidias. Musée national archéologique d'Athènes.

### Athéna Parthénos
La disparition des deux statues chryséléphantines de Phidias, l’Athéna Parthénos et le Zeus olympien, nous empêche d'apprécier véritablement son style personnel. Mais il est sûr que l'emploi de l’or, de l’ivoire et peut-être aussi du verre pour ces deux statues visait à en faire des statues de lumière. L’Athéna Parthénos n’était d'ailleurs pas une statue de culte mais une offrande à la divinité, de même que le bâtiment que nous appelons le « Parthénon » — et qui ne porte jamais ce nom dans les documents publics — n’était pas un lieu de culte. Les descriptions détaillées de Pausanias révèlent l’extrême richesse et la signification de l’imagerie mythologique mise en œuvre pour le décor de ces deux statues colossales. Sur les copies du bouclier de la Parthénos, les figures de l’Amazonomachie tourbillonnent autour du gorgoneion central, encadré par deux serpents ; dans ce combat entre les Athéniens et les Amazones, Phidias avait choisi une composition en éventail et placé les groupes des combattants avec un souci d’équilibre et de symétrie, en mettant l’accent sur la déroute des Amazones et la victoire des Grecs ; au-dessous du gorgoneion, Phidias s’était audacieusement représenté lui-même en Dédale à côté de Périclès en Thésée. De mirabilibus auscultationibus (en) (soit Sur les choses merveilleuses entendues), ouvrage faussement attribué à Aristote, rapporte une légende analogue sur cette statue : « On dit que le sculpteur Phidias, lorsqu'il réalisa la statue d'Athéna sur l'Acropole, sculpta sa propre tête au centre du bouclier et la fixa à la statue par un savoir-faire mystérieux, de sorte que quiconque souhaitait l'enlever ne pouvait le faire qu'en brisant et en abîmant toute la statue. » La figure de cette Athéna armée, dans la sérénité d’après la bataille, offrant la Victoire à son peuple sur sa main droite étendue, personnifie, en 438, l’Athènes de Périclès et son empire.

### Décor sculptural du Parthénon
Quant au décor sculptural du Parthénon, aucune source antique ne l'attribue expressément à Phidias, mais les thèmes mythologiques propres à Phidias de la naissance d'Athéna en présence des dieux, éclairée par les divinités d’Hélios et de Séléné, incitent à y voir l’œuvre du maître, comme le pensent les archéologues : « Qui d’autre que Phidias pouvait interpréter la pensée de Périclès dont il était le confident, et mettre en scène le passé et le présent d’Athènes, autour de la déesse, à la fois humaine par la douceur du visage et chargée de la magie ou du mystère des puissances souterraines et célestes, celles du serpent Érichthonios et des monstres ailés ? ». Phidias et les meilleurs artistes d’Athènes qui ont collaboré à cette frise du Parthénon ont ainsi réalisé une grande œuvre politique à la gloire de l'impérialisme athénien. Phidias, Crésilas et Polyclète ont confronté leur talent dans l'interprétation du thème de l'Amazone blessée ; une copie antique en marbre de celle de Phidias se trouve au musées du Capitole à Rome.

### Athéna Lemnia et Athéna Promachos

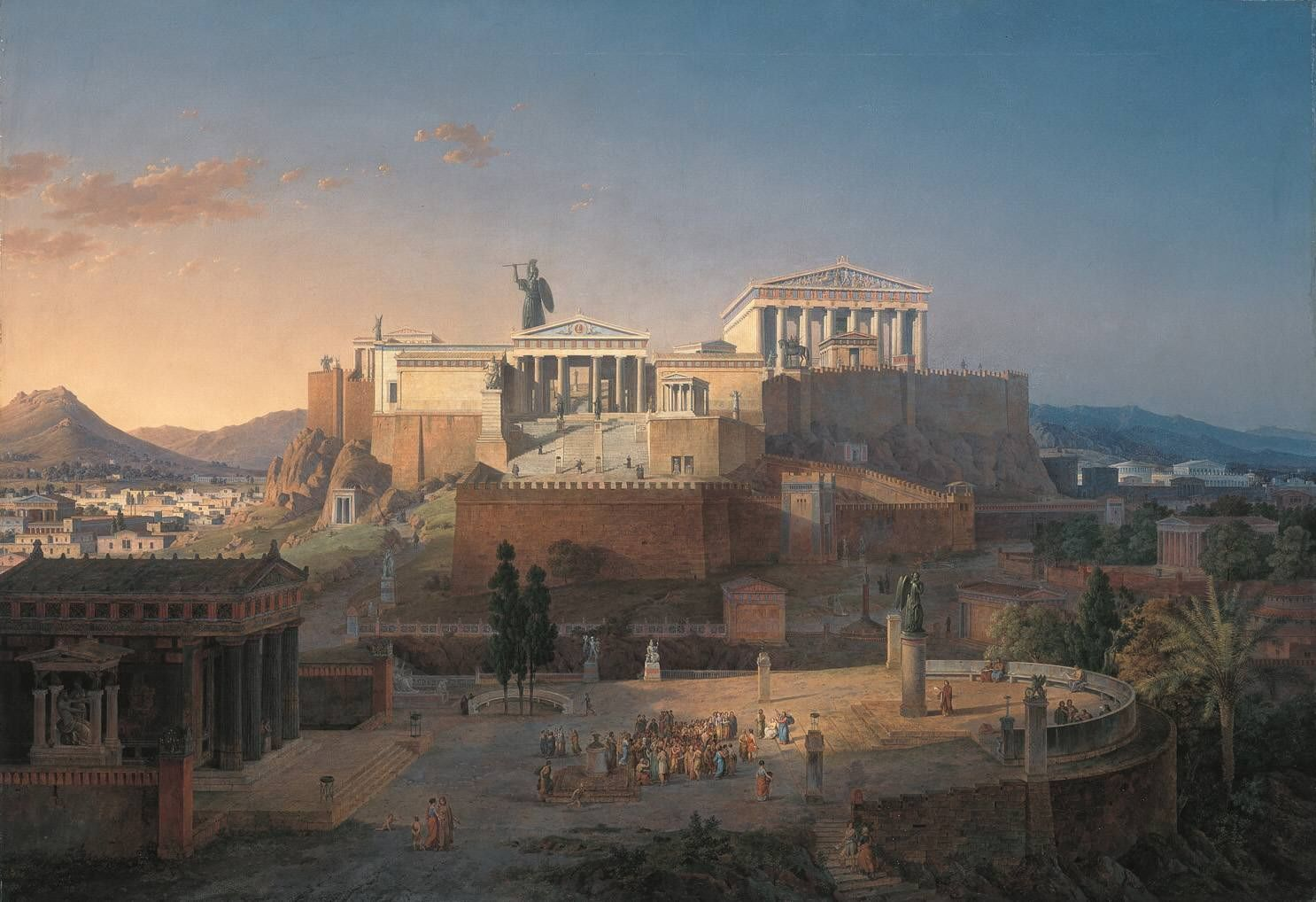
L'Acropole dominée par la statue colossale d'Athéna Promachos. Huile sur toile de Leo von Klenze (1846), Neue Pinakothek de Munich.

Phidias est également l'auteur de deux statues d'Athéna en bronze, placées sur l'Acropole. Une réplique en marbre de la statue d'Athéna Lemnia est conservée au musée de Dresde. L'Athéna Promachos, exécutée en bronze dans des proportions colossales, représentait la déesse protectrice et guerrière : elle portait le casque attique à la triple aigrette, couverte de toute son armure et gardienne de la forteresse ; elle tenait une lance et un bouclier de la main gauche, et sur sa main droite portait une chouette, l'oiseau qui lui était consacré, symbole de vigilance. Cet aspect de la déesse guerrière devait exalter symboliquement la nouvelle puissance d’Athènes. Son bouclier était orné d'une Centauromachie de Mys d'après les dessins du peintre Parrhasios. Sur le côté nord de l'Acropole, devant la voie sacrée passant entre les Propylées et l'Érechthéion, subsistent les vestiges du grand socle en tuf de la statue dont la base carrée mesurait 5,30 m. La statue, dont le regard tourné vers l'ouest tombait sur ceux qui montaient à l'Acropole, était l'emblème caractéristique du sanctuaire. Elle se trouvait près de l'olivier sacré qui avait poussé dans le Pandroséion voisin. Exécutée vers 440 av. J.-C., elle était l'offrande de la cité en commémoration des guerres médiques, grâce à l'argent versé par les Grecs aux Athéniens, en gage de reconnaissance.
On prête à Phidias une légende : il participait à un concours de sculpture d'une statue d'Athéna qui serait disposée à Athènes, à quatre mètres du sol. Tous les artistes présentèrent leurs œuvres, et Phidias, déjà très célèbre, la découvrit en dernier. Ce fut un tollé, les Athéniens trouvant difforme et laide la statue proposée par Phidias. Il leur demanda alors de hisser cette statue sur le réceptacle prévu à cet effet. Une fois disposée, les déformations de la statue disparurent pour laisser l'illusion d'une Athéna aux formes parfaitement respectées.

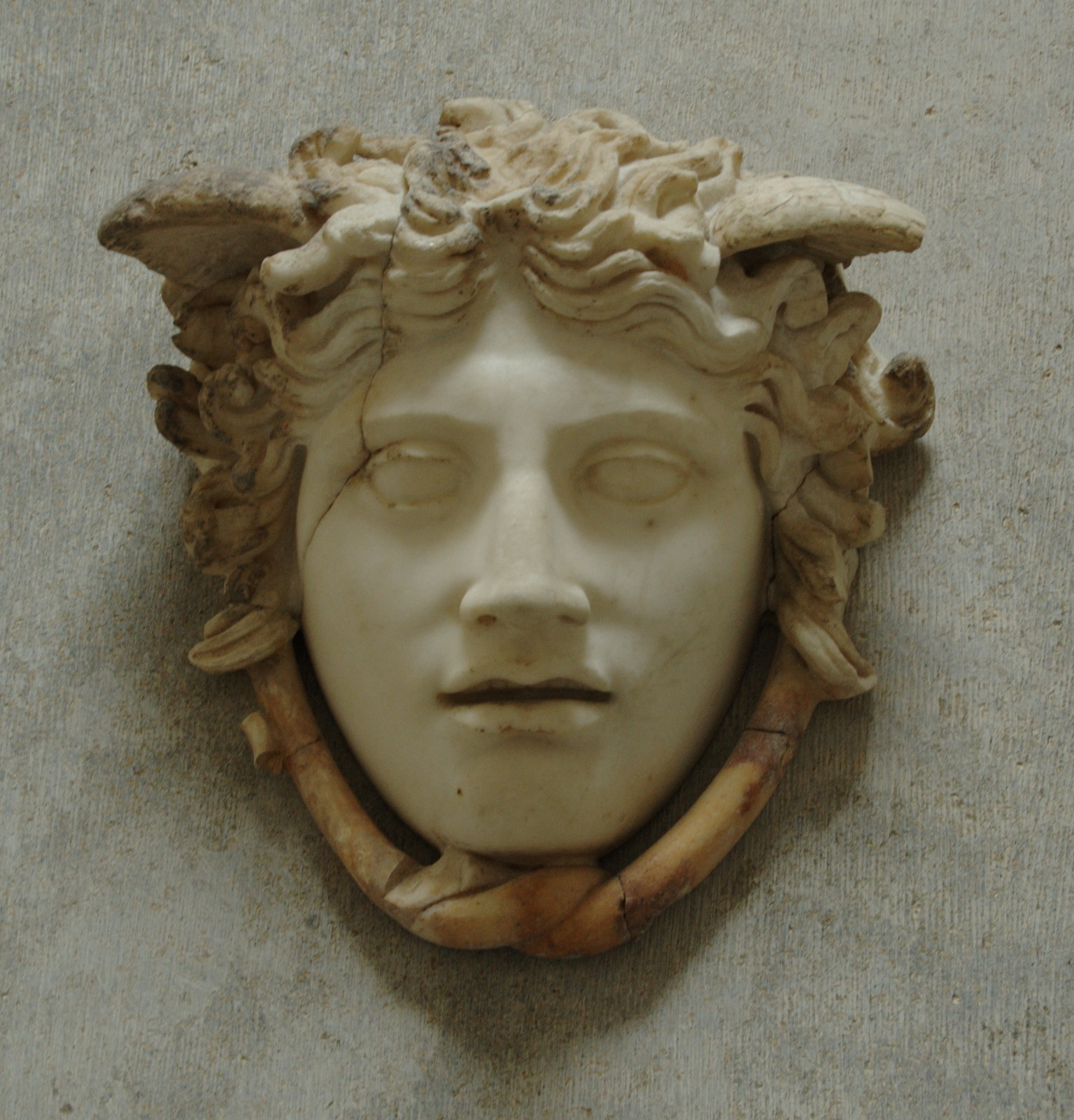
Méduse Rondanini, attribuée à Phidias, glyptothèque de Munich.

## Phidias dans l’histoire de la statuaire grecque
Que l’évolution plastique et l’évolution morale aient grandi d’un même mouvement dans Athènes au temps de Phidias, on peut le constater dans l’art de la sculpture qui va de Myron, à Polyclète pour s’épanouir avec Phidias. Selon Élie Faure, « Polyclète et Myron ont déjà pris à la forme du lutteur, du coureur, du cocher, du lanceur de disque, l’idée de ces proportions harmonieuses qui définiront le corps masculin le mieux fait pour sa fonction de force, d’adresse, d’agilité, de grâce nerveuse, de calme moral réunis. Au dorien Polyclète la puissance rude et ramassée, l’harmonie virile au repos. À l’Athénien Myron l’harmonie virile en mouvement. […] Phidias n’aura plus qu’à faire pénétrer la statistique de Polyclète et la dynamique de Myron en des masses plus rondes, plus pleines, définies par des plans plus larges et plus mêlés à la lumière pour faire rayonner le marbre d’une vie supérieure et donner un sens héroïque à cette forme et à cette action. En quelques années l’anthropomorphisme mûrit. » C’est un écho à cette divinisation humaine qui s’exprime même chez le poète comique : dans La Paix, représentée en 421 av. J.-C., Aristophane analysant les conséquences de l’exil de Phidias, attribue à Périclès les causes de la guerre : « L’exil de Phidias provoqua la guerre. Périclès qui craignait le même sort et se défiait du mauvais caractère des Athéniens, chassa la Paix ». Aristophane ajoute aussitôt ce mot émouvant sur l’idéalisme anthropomorphique de l’art de Phidias : « Par Apollon, j’ignorais que Phidias fût parent de cette déesse. Maintenant, je sais pourquoi elle est si belle. » Élie Faure commente en ces termes ce passage : « Le Grec fait ses dieux à l’image de l’homme et le dieu est d’autant plus beau que l’homme est plus haut par l’esprit. »

## Dans la culture contemporaine
Phi-Phi (1918) est une opérette du compositeur Henri Christiné et de son librettiste Albert Willemetz, l'action se situe dans l'atelier de Phidias.
Phidias est le nom d'un personnage de la bande dessinée Gargouilles.
(4753) Phidias est un astéroïde nommé en hommage.
La Dernière Œuvre de Phidias, recueil poétique de Marilyne Bertoncini, publié par Jacques André éditeur en 2017, constitue une rêverie sur le destin de la dernière œuvre, inconnue, que Phidias aurait pu créer dans son exil.
Phidias apparaît dans une quête principale du jeu vidéo Assassin's Creed Odyssey, où le personnage principal, Alexios ou Kassandra, doit l'aider à quitter Athènes.